# Elas por Elas
Elas por Elas é uma telenovela brasileira produzida e exibida pela TV Globo de 10 de maio a 26 de novembro de 1982, em 173 capítulos. Substituiu Jogo da Vida e foi substituída por Final Feliz, sendo a 29ª "novela das sete" exibida pela emissora.
Escrita por Cassiano Gabus Mendes, com colaboração de Carlos Lombardi, contou com direção de Paulo Ubiratan, Wolf Maya e Mário Márcio Bandarra. A direção geral foi de Paulo Ubiratan, com gerência de produção de Carlos Henrique Cerqueira Leite.
Contou com as atuações de Eva Wilma, Sandra Bréa, Aracy Balabanian, Joana Fomm, Esther Góes, Mila Moreira e Maria Helena Dias nos papeis principais.

## Enredo
A trama de Elas por Elas é centrada na história de sete amigas dos tempos de colégio - Márcia, Natália, Wanda, Helena, Adriana, Carmem e Marlene - que não se veem há vinte anos. Márcia, a mais velha do grupo, encontra uma foto das amigas, e uma onda de lembranças e saudosismo invade sua cabeça. Com vontade de reencontrá-las, Márcia decide localizar uma por uma e promove uma reunião em sua casa. Todas comparecem ao evento, felizes com o reencontro. No entanto, as lembranças do passado e coincidências do presente vêm à tona, afetando novamente a vida de todas do grupo.
A primeira revelação envolve Márcia e Wanda. Wanda, secretária trabalhadora e romântica, fica chocada ao descobrir que sua amiga Márcia fora a esposa de seu namorado Átila, que costumava chamá-la de Patinha. Elegante socialite, Márcia fez um bom casamento com o empresário Átila Lopes Pereira, com quem teve a feiosa Ieda, o bon-vivant Ivan e a sapeca Cris. Até que, depois de saber que o marido morrera num quarto de motel, empenha-se em descobrir a identidade da mulher que estava com ele, provavelmente sua amante. Para isso, a viúva decide contratar o atrapalhado detetive Mário, ninguém menos que o irmão de Wanda. Desesperada, Wanda mostra-se perturbada com a possibilidade do irmão desmascará-la. Mas, para sua sorte, Mário é desastrado e esquecido e, assim, não consegue resolver os casos que lhe aparecem, sendo portanto conhecido como Mário Fofoca. Por esta razão, vive em atrito com a mãe Raquel, que não entende sua escolha profissional. Entretanto, é incentivado pelo pai, o preocupado Evilásio, que acredita no seu sucesso e torce para que Wanda logo se case. Ao longo da trama, Mário acaba despertando o interesse de Márcia, que faz de tudo para seduzi-lo, entretanto, o detetive nem percebia as investidas dela pois só tinha olhos para a charmosa e ingênua Cláudia.
Dr. Roberto é o único empenhado em fazer Márcia esquecer o interesse em descobrir quem estava com Átila momentos antes da sua morte. Advogado do falecido e amigo da família, Roberto funciona como testa de ferro de Márcia e, apaixonado por ela, acredita ter chegado o momento certo de conquistá-la. 
Outra história que movimenta o reencontro das sete amigas é a de Natália, mulher sombria e atormentada pelas lembranças do passado. Tem uma obsessão que a acompanha há mais de vinte anos: descobrir quem do grupo de amigas do colégio foi a responsável pela morte de seu irmão Zé Roberto na infância. Ela tem certeza de que uma delas empurrou o menino do alto de uma pedra e a reaproximação servirá como um ajuste de contas. Para tal intento, manipula Carlos, seu irmão mais novo o qual criou como um filho, moço alegre e de bem com a vida, para se envolver com Marlene e Wanda, as únicas solteiras, a fim de arrancar delas alguma confissão. Mas Carlos se apaixona de verdade por uma delas, Wanda, e descobre um outro segredo: que era ela a amante de Átila. Décio é outra pessoa importante na vida de Natália. Psicólogo, ajuda-lhe a atenuar sua dor por meio de terapias e também lhe oferece apoio para desvendar a morte do seu irmão. No fim da trama, Décio vê-se tão envolvido com Natália que se declara apaixonado por ela.
De todas as sete amigas, Marlene é aquela que vive estigmatizada pela solidão. À beira dos quarenta anos, é uma mulher independente e bem-sucedida, apesar de ainda morar com os pais, os batalhadores Sílvio e Wilma, que procuram incentivar seus namoros porque já consideram urgente um casamento para a filha. O problema é que Marlene não se entrega facilmente às relações amorosas e, por mais que queira algo mais sério, sofre por não manter um relacionamento por muito tempo. Carlos a impressiona e acredita que, com ele, viveria um relacionamento sério. Por essa razão,  dispõe-se a conquistá-lo depois que ele se mostra interessado por Wanda.
Carmem é a mais pobre das sete amigas. Dona de casa dedicada e íntegra, trabalha muito para ajudar o marido, o amoroso e extrovertido Rubão, e os filhos, o tímido Elton e a sonhadora Vic. Entretanto, vive às turras com o cunhado René que, solteiro, vive de favor na casa do irmão mais velho e pouco ajuda nas despesas. Advogado sem projeção, vive em busca de um grande caso para conseguir sucesso na profissão. Insinuante e charmoso, acaba envolvendo suas clientes, tentando garantir sua sobrevivência. Dentre estas clientes está Cláudia, que o procurou para dar andamento ao seu divórcio mas por ele é enredada num relacionamento sério e, mais tarde, sentir-se-á balançada pelo seu melhor amigo, Mário, cujo escritório fica ao lado do seu, num edifício na Praça da Sé em São Paulo. A aproximação de Mário com a família de Márcia fará com que René conheça Ieda, moça insegura quanto à sua beleza e que, por isso, sente-se incapaz de atrair um homem. René interessa-se por ela mas a moça não acredita em seu sentimento, pensando que ele está atrás do seu dinheiro. Quem acha que pode lucrar com o envolvimento dos dois é Mário o qual,  assim, vê o caminho livre para paquerar Cláudia, a essa altura completamente infeliz e decepcionada por ter sido trocada por uma feiosa.
Enquanto isso, a jovem Vic faz o mesmo jogo que faz o tio René ao namorar Ivan, irmão mais novo de Ieda, por quem depois se apaixona. Por outro lado, Elton é paquerado pela filha caçula de Márcia, Cris, apesar de só ter olhos para Míriam, a filha da doce e meiga Adriana - outra das sete amigas. Míriam é uma moça temperamental e determinada em seus princípios e que não se conforma com a vida simples que leva ao lado da mãe, viúva e dona de um canil junto com a competente Maria, sua melhor amiga. Muda de comportamento ao conhecer Gil, rapaz bonito, rico e estudioso que se prepara para assumir a posição de herdeiro do avô, Miguel Aranha. Gil é filho único da rica e autoritária Helena, filha de Miguel, que desaprova seu namoro com Míriam, a quem abertamente hostiliza, porque não simpatiza com ela e não deseja uma reaproximação de Adriana e seu marido, o ponderado Jaime. Isso porque, no passado, Jaime preteriu Adriana para ficar com Helena, fascinado por sua beleza e, sobretudo, pela sua fortuna. Quando os reencontrou, Adriana demonstrou não guardar qualquer ressentimento do passado mas não concordará com as atitudes da amiga em relação ao namoro de Míriam e Gil.
No entanto, o passado ainda esconde acontecimentos muito piores que afetariam a vida das duas amigas. Há exatos vinte anos, Helena e Adriana deram à luz no mesmo dia e na mesma maternidade. Sabendo disso, Miguel subornou uma enfermeira para fazer a troca das crianças com o objetivo de ter um neto para seguir seus passos. Agora, envolve-se num maquiavélico conflito pois adora Gil, verdadeiro filho de Adriana e aflige-se ao conhecer Míriam, sua verdadeira neta, que enfrenta sérios problemas com a verdadeira mãe, Helena. Para piorar, a enfermeira que trocou as duas crianças, Eva, reaparece. Mulher fria e calculista, recebeu na época muito dinheiro mas, de novo na miséria, não mede esforços ao pedir a Miguel emprego vitalício como governanta na casa da família, sob a ameaça de contar a todos os envolvidos sobre a troca dos bebês forjada pelo velho milionário.
No final da história, os mistérios que envolvem as sete amigas solucionam-se. Durante um almoço de negócios com dois amigos de Átila, Carlos fica sabendo que Wanda era a moça que estava com o marido de Márcia, no motel, quando ele morreu. Carlos revela a Wanda que sabe toda a verdade sobre seu romance com Átila e diz que quer ajudá-la. Paralelamente, Vanessa, ex-secretária de Átila, depois de tentar em vão tirar proveito da história, revela a Mário Fofoca que Patinha é Wanda. Mário fica arrasado por não ter percebido que a amante do marido de Márcia sempre estivera ao seu lado. Com pena do irmão, Wanda toma a iniciativa de contar à amiga que ela era a amante de seu marido. Márcia recebe a revelação sem ressentimentos e, em seguida, confessa a Wanda que desistiu de Mário por perceber que ele é puro demais para uma mulher como ela. Wanda, por sua vez, finalmente, entrega-se ao amor de Carlos.
Com a ajuda de Décio, Natália descobre que, sem querer, ela própria fora responsável pelo acidente do irmão. Depois de ficar em estado de choque com a descoberta, aos poucos vai-se recuperando. Natália pede desculpas às amigas por tê-las acusado de assassinarem seu irmão e decide reuni-las novamente, em uma grande festa em sua casa. Ela termina a novela com Décio, juntos e felizes.
Miguel revela que Helena é a mãe verdadeira de Míriam. Comovida, ela promete que guardará esse segredo para o resto da vida, para a felicidade dos dois jovens. Helena pede perdão a Míriam por tudo que a fez passar. Emocionada, propõe que a jovem viaje com Gil para a Europa, afirmando fazer questão de pagar seus estudos e zelar por sua felicidade daquele dia em diante. No final da trama, Gil e Míriam viajam, mas sem compromisso, dispostos apenas a estudar e a se divertirem juntos. Enquanto isso, Jaime decide separar-se de Helena, sob o argumento de que seu grande amor sempre fora Adriana, com quem reata.
A morte súbita de Rubão faz Carmem reconhecer em si um interesse bem maior pelo cunhado, René o qual, para a surpresa de todos, rompe o noivado com Ieda, revelando que sempre estivera interessado em dar-lhe o golpe do baú. A feiosa filha de Márcia aceita a decisão com tranquilidade, dizendo que é grata a ele por tê-la feito feliz, ainda que por pouco tempo. Assim, René entrega-se a Carmem.
Quanto a Marlene, depois de muito batalhar por Carlos, percebe que a sua obsessão por relacionamentos sérios prejudicou sua saudável relação com a amiga Wanda e deixa de importuná-los. Conhece o arrojado publicitário Juca, irmão mais velho de Otávio, homem fogoso e atraente com quem, primeiramente, vive uma relação tumultuosa, mas, depois, com ele decide  casar-se ,  para a alegria dos pais.
No último capítulo, as sete amigas reúnem-se novamente, desta vez na casa de Natália, para comemorar os nós desatados entre si. E, assim, tudo termina como começou: Elas por Elas!

## Elenco
| Interprete          | Personagem                            |
| ------------------- | ------------------------------------- |
| Eva Wilma           | Márcia Furtado Lopes Pereira          |
| Sandra Bréa         | Wanda Maria Cury (Patinha)            |
| Aracy Balabanian    | Helena Aranha Muniz                   |
| Esther Góes         | Adriana Ferraz                        |
| Joana Fomm          | Natália Cardoso                       |
| Mila Moreira        | Marlene Rozelli                       |
| Maria Helena Dias   | Carmem Ferreira de Sousa              |
| Luis Gustavo        | Mário Cury (Mário Fofoca)             |
| Reginaldo Faria     | Renê de Sousa                         |
| Carlos Zara         | Jaime Muniz                           |
| Mário Lago          | Miguel Aranha                         |
| Nathalia Timberg    | Eva                                   |
| Lauro Corona        | Gilberto Aranha Muniz (Gil)           |
| Tássia Camargo      | Míriam Ferraz                         |
| Christiane Torloni  | Cláudia                               |
| Cristina Pereira    | Ieda Furtado Lopes Pereira            |
| Herson Capri        | Carlos Cardoso / Ivo de Camargo       |
| Laerte Morrone      | Dr. Roberto                           |
| Felipe Carone       | Evilásio Cury                         |
| Ana Ariel           | Raquel Cury                           |
| Marco Nanini        | Décio                                 |
| Cássio Gabus Mendes | Elton Ferreira de Sousa               |
| Thaís de Campos     | Cristina Furtado Lopes Pereira (Cris) |
| André de Biase      | Ivan Furtado Lopes Pereira            |
| Ana Helena Berenger | Victória Ferreira de Sousa (Vic)      |
| Ivan Cândido        | Rubens de Sousa (Rubão)               |
| Paulo Gonçalves     | Sílvio Rozelli                        |
| Lupe Gigliotti      | Wilma Rozelli                         |
| Carmem Marinho      | Maria                                 |

### Participações
| Interprete              | Personagem |
| ----------------------- | --- |
| Afrânio Gama            | taxista que se nega a fazer uma corrida para Mário e Renê, cap. 70 \| taxista que segue o carro de Renê a pedido de Cláudia, cap. 101-102 |
| Ana Maria Magalhães     | moça do Club de Paris, oferece um serviço a Renê,                                                                                         |
| Ana Maria Martins       | Lola (empregada de Helena) |
| André Diamand           | Zé Roberto (falecido irmão de Natália, em suas lembranças                                                                                 |
| Andréa Beltrão          | Regina, amiga de Cris |
| Antônio Carlos Pires    | Seu Chico (motorista de Márcia interrogado por Mário                                                                                      |
| Beatriz Lyra            | Bia (Beatriz de Oliveira Chagas, amiga de Márcia que Mário investiga                                                                      |
| Betty Faria             | Ieda em seu sonho |
| Bruno Giordano          | rapaz com quem Miriam se aborrece e larga sozinho no restaurante                                                                          |
| Carlos Gregório         | Bia (Beatriz de Oliveira Chagas, amiga de Márcia que Mário investiga                                                                      |
| Carmem Monegal          | Regina Brandão Fidélis, amiga de Márcia que Mário investiga                                                                               |
| Cininha de Paula        | Virgínia, ex-secretária de Átila |
| Cissa Guimarães         | Tereza Madalena, cliente de Mário e seduzida por Amoroso                                                                                  |
| Cláudio Corrêa e Castro | homem com o pacote que Mário e Renê investigam na sauna                                                                                   |
| Débora Duarte           | Rosa (paga por Mário para achar o cachorro de uma cliente, flerta com Renê                                                                |
| Dilma Lóes              | cliente de Renê com quem Cláudia o flagra aos beijo                                                                                       |
| Fábio Sabag             | Dr. Jairo Mateus Galvão (empresário, amigo íntimo de Átila interrogado por Mário                                                          |
| Fábio Villa Verde       | José Roberto Cardoso (Zé Roberto), falecido irmão de Natália e Carlos em flashback                                                        |
| Fernando José           | Ivo de Camargo (um dos homônimos do homem que ofereceu um negócio a Evilásio                                                              |
| Francisco Milani        | Clodoaldo Fonseca de Paula (dono da Mercedes na qual Mário bateu no motel,                                                                |
| Germano Filho           | contrata Mário para investigar um carregamento de café                                                                                    |
| Haroldo de Oliveira     | Manelão (rapaz que Gil leva em casa para chocar sua família                                                                               |
| Heloísa Millet          | Leninha (moça do Club de Paris que Mário leva para uma noitada em seu aniversário                                                         |
| Hemílcio Fróes          | Dr. César (advogado que Gil arruma para livrar Miriam da denúncia de roubo                                                                |
| Henriqueta Brieba       | Dona Margozinha (mãe da secretária Virgínia                                                                                               |
| Ilka Soares             | Mafalda Contreras (atriz contratada por Roberto para se passar pela Patinha                                                               |
| Irene Ravache           | Maria Eulália Pereira (amiga de Márcia que Mário investiga                                                                                |
| Jorge Cherques          | delegado do IML que informa a família de Átila que ele morreu de morte natural,                                                           |
| José Miguel             | motorista da família Aranha, chamado de César no cap. 25 e de Ariovaldo                                                                   |
| José Victor Oliva       | como ele mesmo, permite que Mário e Renê investiguem dois homens no Galler                                                                |
| Joyce de Oliveira       | Dona Aurora (secretária de Roberto |
| Juçara Quintino         | Empregada de Natália |
| Lauro Góes              | Ivo de Camargo (um dos homônimos do homem que ofereceu um negócio a Evilásio                                                              |
| Leina Krespi            | comparsa de Eva no plano para incriminar Miriam em um roubo forjado                                                                       |
| Lincoln Abeleira        | copeiro de Helena |
| Lúcia Alves             | Débora (secretária do Dr. Mateus Galvão                                                                                                   |
| Luiza Brunet            | Ieda em um sonho com Renê |
| Maitê Proença           | Ieda em um sonho com Renê |
| Manolo Otero            | Ele mesmo |
| Marcos Frota            | Otávio |
| Maria Cristina Nunes    | Suely (paga por Roberto para dizer a Márcia que Mário é pai de seu filho                                                                  |
| Manoel Elizário         | Ronaldo (copeiro de Márcia) |
| Márcia Brito            | Vera (moça que Gil apresenta como noiva para chocar sua família                                                                           |
| Mauro Mendonça          | Átila Lopes Pereira (marido de Márcia, morre no motel onde estava com a amante                                                            |
| Miriam Lins             | Anita, cap. 29, depois chamada de Matilde, cap. 83-84 (amiga de Mário e Renê do Club de Paris)                                            |
| Moacyr Deriquém         | amigo de Carlos, com Celso |
| Mônica Torres           | Maria de Lourdes (Lurdeca), seduzida por Amoroso                                                                                          |
| Neuza Amaral            | Judith (amiga de Mário do Club de Paris, informa onde comprou o broche                                                                    |
| Ney Latorraca           | porteiro do Laranja Mecânica, motel onde Átila morreu                                                                                     |
| Norma Blum              | Marieta Ferreira (ex-caso de Átila que Roberto paga para se passar pela Patinha                                                           |
| Orion Ximenes           | Jujuba (leão-de-chácara da boate Nó na Garganta,                                                                                          |
| Patrícia Bueno          | Elizeth (amiga de Renê e Mário cujo namorado foi preso e ela pede ajuda                                                                   |
| Roberto Azevêdo         | Amoroso (decorador de Márcia, redecora seu quarto                                                                                         |
| Sílvia Bandeira         | Ieda em um sonho com Renê |
| Stênio Garcia           | Faxineiro do motel que encontrou Átila morto                                                                                              |
| Susana Vieira           | Vanessa Moscardón (ex-secretária de Átila que conhece a identidade da Patinha e chantageia Wanda                                          |
| Tony Ramos              | Carlos Alberto (pretendente de Ieda em um sonho                                                                                           |
| Victor Branco           | Celso (namorado de Vic em quem ela dá um fora,                                                                                            |
| Xuxa Meneghel           | Ieda em um sonho com Renê, |

## Produção
O primeiro título pensado para a trama foi Amigo Secreto.
Ambientada na capital paulista, Elas por Elas teve gravações em lugares típicos da cidade de São Paulo, como o Mirante da Lapa, a Boca do Lixo, a rua Rego Freitas e o bairro do Morumbi, onde fica localizada a mansão de Márcia (Eva Wilma).
A abertura da novela, produzida pelo designer Hans Donner e sua equipe, foi uma das mais criativas já feita para a televisão. Ao som do grupo The Fevers, exibia uma festa da década de 60 em preto e branco. A imagem de uma jovem na festa era fixada após um efeito de flash de câmera fotográfica. A cena se transformava numa foto, e a moça fotografada saía desta foto, se fundindo com a imagem de uma atriz do elenco, na atualidade, já colorida.
Wolf Maya revelou que, durante as gravações, preparava surpresas para os atores como por exemplo, ter deixado propositalmente uma cadeira bamba no cenário para que Luis Gustavo levasse um susto quando se sentasse e sentisse que poderia cair, encontrando, então, uma solução para seguir a cena sem interrompê-la. Isso, somado ao talento do elenco, segundo Wolf, dava maior espontaneidade às cenas. O diretor declarou que explorou ao máximo as possibilidades que um texto de comédia poderia alcançar.
A novela marcou a estreia na televisão, de Cássio Gabus Mendes (filho de Cassiano), e Thaís de Campos. Marcou também a estreia na Globo de Cristina Pereira, Tássia Camargo e André de Biase, vindos de outras emissoras. Carlos Lombardi, então iniciante na Globo, colaborava com o texto de Cassiano, mas ainda não era creditado na abertura da novela.
Elas por Elas contou com inúmeras participações especiais, destacando a do cantor espanhol Manolo Otero que, de passagem pelo Brasil, cantou a música Vuelvo a Ti, presente na trilha sonora da novela. Xuxa Meneghel aparece no capítulo 40, exibido em 24 de junho de 1982; Luiza Brunet e Maitê Proença, nas cenas em que Ieda (Cristina Pereira) se imaginava linda e sedutora para René (Reginaldo Faria), vivenciando cenas românticas com seu amado que, num desses sonhos, fora interpretado por Tony Ramos.
Apesar do irrepreensível elenco feminino e da história centrada nos dramas das sete amigas, foi Luis Gustavo quem obteve o maior destaque. Seu personagem, Mário Fofoca, marcou sua carreira - assim como outros personagens criados por Cassiano Gabus Mendes para ele como o malandro Beto Rockfeller da novela homônima (1968/69), o cego Léo de Te Contei? (1978) e o costureiro espanhol Victor Valentim de Ti Ti Ti (1985/86). As confusões protagonizadas pelo atrapalhado detetive divertiam os telespectadores. Mário Fofoca também ficou marcado pela sua caracterização: um indefectível paletó com estampa xadrez lilás. Mesmo criado por Cassiano, Luis Gustavo contribuiu para a composição do personagem que, para ele, deveria usar o mesmo traje o tempo todo. Inicialmente, a produção da novela não aprovou a ideia, mas Luis Gustavo justificou o figurino lembrando de grandes nomes da comédia: Mazzaropi, Charles Chaplin, O Gordo e o Magro, dentre outros. O sucesso do personagem foi tanto que o mesmo chegou a protagonizar em 1982 (mesmo ano da novela), o filme As Aventuras de Mário Fofoca, de Adriano Stuart e a série Mário Fofoca no ano seguinte, esta sem grande repercussão. Na televisão, o personagem ainda voltou a ser interpretado por Luis Gustavo em 1996, no episódio Uma Morta Muito Viva, do humorístico Sai de Baixo, e em 2010 no remake de Ti Ti Ti, assinado por Maria Adelaide Amaral, que homenageou Cassiano Gabus Mendes com a aparição na novela de vários personagens criados pelo autor.

## Exibição
Em 1984, a emissora anunciou em sua programação a reprise de Elas por Elas no Vale a Pena Ver de Novo. Mas, antes da data prevista para a estreia da reapresentação - 13 de fevereiro -, novas chamadas a substituíram por Água Viva. 
Foi reapresentada no Vale a Pena Ver de Novo de 11 de fevereiro a 5 de julho de 1985, substituindo Final Feliz (sua sucessora original) e sendo substituída por Jogo da Vida (sua antecessora original), em 105 capítulos.

### Outras Mídias
Em 16 de janeiro de 2023, foi disponibilizada no Globoplay, como parte do Projeto Resgate. No entanto, os capítulos 38 e 160 não puderam ser recuperados, constando então 171 capítulos na plataforma. Enquanto o capítulo 84 foi recuperado da mídia original com problemas de imagem e som.

## Reboot
Em janeiro de 2023 foi divulgado que os autores Thereza Falcão e Alessandro Marson haviam recebido da TV Globo uma encomenda de uma nova trama para o horário das 18h, uma nova chance após as críticas e polêmicas envolvendo a trama histórica Nos Tempos do Imperador.
Com pano de fundo contemporâneo, a trama seria dirigida por Amora Mautner, sendo a substituta de Amor Perfeito no segundo semestre de 2023, passando na frente das tramas de Thelma Guedes, Thiago Dottori e Lícia Manzo, previamente escalados para a fila do horário.
Após a divulgação da nova ordem da fila do horário das 18h, foi revelado que a nova trama dos autores se trataria de um remake de Elas por Elas, sendo essa a primeira vez que Falcão e Marson trabalhariam não só com um texto contemporâneo, mas de origem de outro autor. Anteriormente, a obra de Cassiano Gabus Mendes foi adaptada em duas ocasiões por Maria Adelaide Amaral: Anjo Mau, em 1997, no horário das 18h, e Ti Ti Ti em 2010, no horário das 19h, sendo esta uma fusão das novelas Ti Ti Ti e Plumas e Paetês.
A releitura estreou em 25 de setembro de 2023, substituindo Amor Perfeito no horário das 18h, e o novo grupo de amigas será formado por Deborah Secco, Késia Estácio, Isabel Teixeira, Thalita Carauta, Mariana Santos, Karine Teles e Maria Clara Spinelli, enquanto Mário Fofoca será interpretado por Lázaro Ramos.

## Trilha sonora

### Nacional[8][9]
Capa: casal dançando
| N.º | Título                                | Música                          | Personagem   | Duração |  |
| 1.  | "Mundo Delirante"                     | Simone                          | Natália      |         |  |
| 2.  | "Ousadia"                             | Sandra de Sá                    | Márcia       |         |  |
| 3.  | "Mulher e Cidade"                     | Moraes Moreira                  | René         |         |  |
| 4.  | "Eu Não Sabia Que Você Existia"       | Elza Maria                      | Gil e Míriam |         |  |
| 5.  | "Depois de Ti"                        | Ângela Maria                    | Helena       |         |  |
| 6.  | "Elas por Elas"                       | The Fevers                      | Abertura     |         |  |
| 7.  | "Eva"                                 | Robson Jorge e Lincoln Olivetti | Geral        |         |  |
| 8.  | "Melô do Piripiri (Je Suis La Femme)" | Gretchen                        | Mário Fofoca |         |  |
| 9.  | "Cumplicidade"                        | Fafá de Belém                   | Wanda        |         |  |
| 10. | "Escândalo!"                          | Ângela Rô Rô                    | Carmem       |         |  |
| 11. | "Guardados"                           | Joyce                           | Adriana      |         |  |
| 12. | "Música e Letra"                      | Luiza Maria                     | Ieda         |         |  |
| 13. | "Um Auê Com Você"                     | Baby Consuelo                   | Marlene      |         |  |

### Internacional[8][9]
Capa : fotografia das seis amigas, exceto Márcia (Eva Wilma), que tirou a foto
| N.º | Título                          | Música                                | Personagem         | Duração |  |
| 1.  | "I've Never Been To Me"         | Charlene                              | Márcia             |         |  |
| 2.  | "Even The Nights Are Better"    | Air Supply                            | Natália            |         |  |
| 3.  | "It's Good To Be The King"      | Mel Brooks                            | Adriana            |         |  |
| 4.  | "Vuelvo a Ti"                   | Manolo Otero                          | René e Carmem      |         |  |
| 5.  | "Let's Start The Dance Again"   | Hamilton Bohannon                     | Locação: São Paulo |         |  |
| 6.  | "Only The Lonely"               | Motels                                | Gil e Míriam       |         |  |
| 7.  | "Thanks To You"                 | Sinnamon                              | Wanda e Carlos     |         |  |
| 8.  | "A Taste Of The Sixties"        | Paul Mauriat                          | Carmem             |         |  |
| 9.  | "Gimme Just a Little More Time" | Angela Clemmons                       | Cláudia            |         |  |
| 10. | "Forever"                       | Alessi Brothers ft. Christopher Cross | As sete amigas     |         |  |
| 11. | "Can You See The Light?"        | Brass Construction                    | Geral              |         |  |
| 12. | "Here We Are"                   | Voggue                                | Ieda               |         |  |
| 13. | "Sweet Tender Love"             | Denroy Morgan                         | Geral              |         |  |
| 14. | "Cry Softly (Time Is Mourning)" | Secret Service                        | Elton e Cris       |         |  |

## Prêmios
Troféu APCA (1982):
- Melhor Novela
- Melhor Ator - Luis Gustavo / Reginaldo Faria

Troféu Imprensa (1983):
- Melhor Novela[18]
- Melhor Ator - Luis Gustavo[18]